# Rubus nagasawanus
Rubus nagasawanus là loài thực vật có hoa trong họ Hoa hồng. Loài này được Koidz. miêu tả khoa học đầu tiên năm 1939.